# 女池インターチェンジ
女池インターチェンジ（めいけインターチェンジ）は、新潟県新潟市中央区女池にある国道8号（重複：国道17号）新潟バイパスのインターチェンジ。

## 概要
構造はダイヤモンド型である。当インターチェンジで接続する新潟県道16号新潟亀田内野線（都市計画道路女池嘉木線、小張木関屋線）を介して、北側は新潟県庁舎・千歳大橋方面へ、南側は磐越自動車道の新潟中央IC・新潟市民病院・鳥屋野潟方面へと接続している。バイパス西側方面と中央区中心部方面とを連絡する最寄りICであり、また新潟市民病院や鳥屋野潟公園、新潟市産業振興センター、新潟県スポーツ公園、 新潟テルサなど、鳥屋野潟南部地区に所在する主な公共施設への最寄りICとして利用されている。
また、新潟バイパスは大半の区間で6車線となっているが、当インターチェンジでは東行・西行とも左側車線がそのままランプウェイとなるため、本線部は4車線に減少する。これは新潟バイパスの6車線区間にある竹尾ICや海老ヶ瀬ICと同様の構造で、混雑時にはIC前後において車線減少によるボトルネック渋滞が発生しやすい。

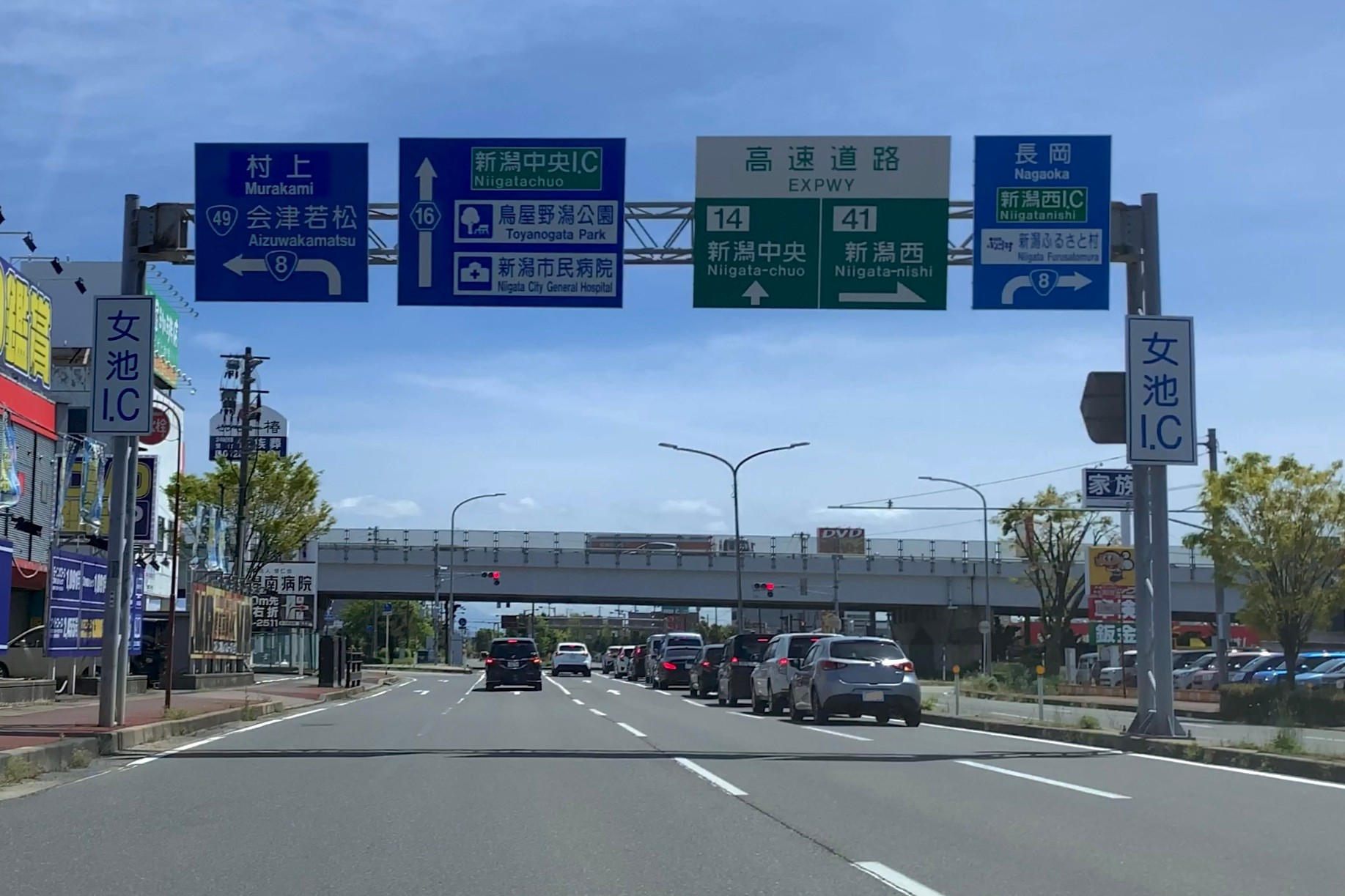
県道16号北側から見たIC（2020年5月）
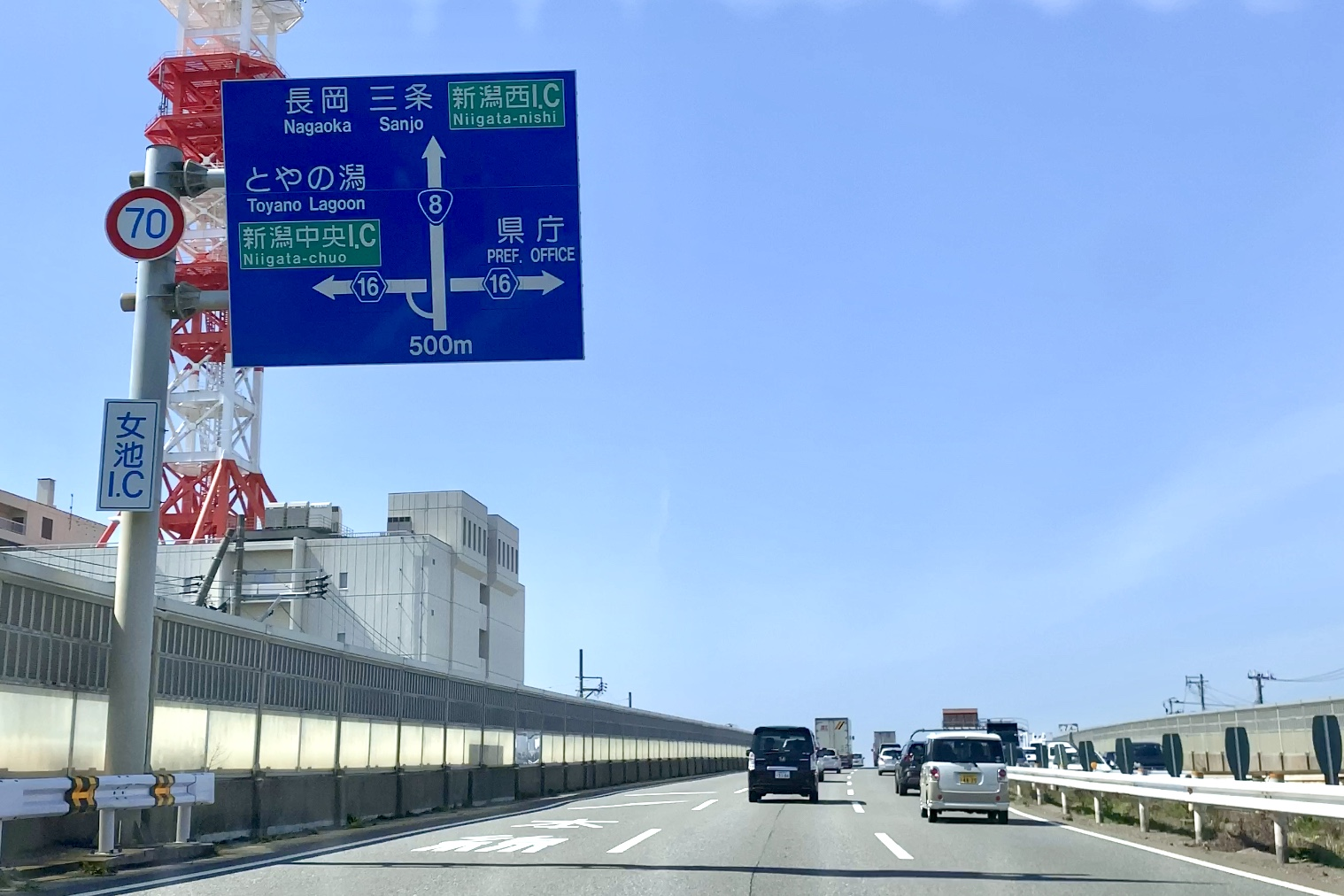
バイパス西行本線上のIC案内標識（2020年3月）
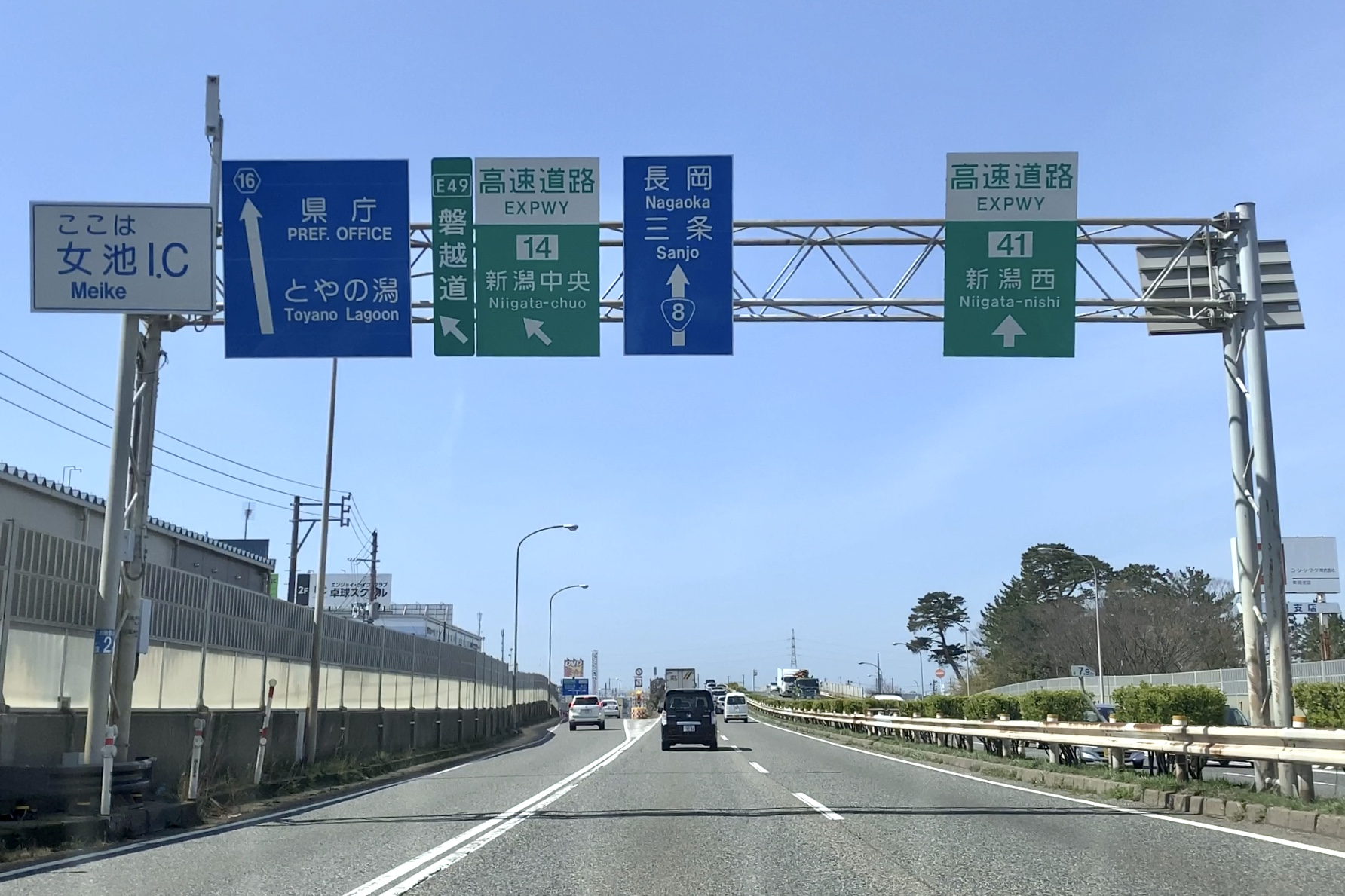
バイパス西行本線上のIC案内標識。左側の車線はランプウェイとなりIC高架橋部分は本線が減少する（2020年3月）

## 歴史
開通当初は暫定2車線であり、平面交差の交差点として開通した。その後6車線化の進捗とともに立体交差化されている。IC北側の小張木関屋線は1927年に、IC南側の女池嘉木線は1967年にそれぞれ都市計画決定された道路だが、新潟バイパス開通当初はほぼ未開通で、特に南側の曽野木方面は未舗装のままであった。
北側の区間は千歳大橋の架橋や新潟県庁舎の移転に合わせて1985年春に女池上山 - 出来島間が開通し、南側の区間は鳥屋野潟周辺の都市開発や磐越自動車道の建設に合わせて順次整備が進められ、1992年に開通した。

### 沿革
- 1973年（昭和48年）11月22日：平面交差の交差点として開通。
- 1978年（昭和53年）12月15日：立体交差化。

## 道路
- 国道8号・国道17号（新潟バイパス）

## 接続する道路
- 新潟県道16号新潟亀田内野線（女池線）
  - 同県道を介して、磐越自動車道新潟中央ICと接続している。

## 周辺

### インター北側
- デッキィ401
  - ユナイテッド・シネマ新潟
- 新潟県庁舎

### インター南側
- 新潟県立新潟江南高等学校
- 新潟市中部下水処理場
- ケーズデンキ 女池インター本店
- 鳥屋野潟
- 鳥屋野潟公園
- 新潟市民病院
- 新潟市産業振興センター
- 新潟テルサ
- 東京学館新潟高等学校
- 新潟県スポーツ公園
  - 新潟スタジアム（デンカビッグスワンスタジアム）
  - 新潟県立野球場（HARD OFF ECOスタジアム新潟）

### バス停留所
新潟市から県内各方面に至る高速バス「ときライナー」と郊外線路線バスが発着するバス停留所が、IC北側の女池上山交差点先に設けられている。
- 女池インター前バス停

ときライナー路線図

  - トヨタレンタリース前（ときライナーおよび郊外各方面）
    - 【ときライナー】Ｓ 東三条線
    - 【ときライナー】Ｂ 燕線
    - 【ときライナー】Ｎ 長岡線
    - 【ときライナー】Ｔ 十日町線
    - 【ときライナー】Ｋ 柏崎線
    - 【ときライナー】Ｊ 上越線
    - 【ときライナー】Ｉ 糸魚川線
    - 【ときライナー】Ｇ 五泉村松線
    - S10　新潟市民病院
ときライナーは全便乗車のみの扱いで、当停留所では降車できない。

  - サワグチビル前（市内中心部方面）
    - S10 市民病院線 県庁・市役所前経由　新潟大学病院
    - ときライナー（降車専用）
ときライナーは全便降車のみの扱いで、当停留所からは乗車できない。

## 隣
国道8号・国道17号新潟バイパス
黒埼IC - 女池IC - 桜木IC